# イメージムーバーズ
『イメージムーバーズ』（ImageMovers）は、ロバート・ゼメキスのアメリカ合衆国の映画製作会社。『イメージムーバーズ・デジタル』では、2007年設立で映画作品におけるモーションキャプチャ及びコンピュータアニメーション映画製作を主な業務としている。

## 主な製作作品
※イメージムーバーズ・デジタルが製作した作品はAと表示。
- ホワット・ライズ・ビニース What Lies Beneath（20世紀フォックス）(2000)
- キャスト・アウェイ Cast Away（20世紀フォックス）(2000)
- マッチスティック・メン Matchstick Men（ワーナー・ブラザース）(2003)
- ポーラー・エクスプレス The Polar Express（ワーナー・ブラザース）(2004)
- モンスター・ハウス Monster House（コロンビア ピクチャーズ）(2006)
- ベオウルフ/呪われし勇者 Beowulf（パラマウント映画/ワーナー・ブラザース）(2007)
- Disney's クリスマス・キャロル Disney's A Christmas Carol（ウォルト・ディズニー・ピクチャーズ）(2009) A
- 少年マイロの火星冒険記 Mars Needs Moms（ウォルト・ディズニー・ピクチャーズ）(2011) A
- フライト Flight（パラマウント映画）(2012)
- ザ・ウォーク The Walk（トライスター ピクチャーズ）(2015)
- マリアンヌ Allied（パラマウント映画）(2016)
- 魔女がいっぱい The Witches（ワーナー・ブラザース）(2020)
- カオス・ウォーキング Chaos Walking（ライオンズゲート）(2021)
- ピノキオ（原題） Pinocchio (2022)
- HERE 時を超えて(原題)  Here (2024)